# Cantone di Les Coteaux de Guyenne
Il Cantone di Les Coteaux de Guyenne è una divisione amministrativa dell'Arrondissement di Marmande.
È stato costituito a seguito della riforma approvata con decreto del 26 febbraio 2014, che ha avuto attuazione dopo le elezioni dipartimentali del 2015.

## Composizione
Comprende i 34 comuni di:
- Agmé
- Auriac-sur-Dropt
- Baleyssagues
- Cambes
- Castelnau-sur-Gupie
- Caubon-Saint-Sauveur
- Duras
- Escassefort
- Esclottes
- Jusix
- Lachapelle
- Lagupie
- Lévignac-de-Guyenne
- Loubès-Bernac
- Mauvezin-sur-Gupie
- Monteton
- Montignac-Toupinerie
- Moustier
- Pardaillan
- Puymiclan
- Saint-Astier
- Saint-Avit
- Saint-Barthélemy-d'Agenais
- Saint-Géraud
- Saint-Jean-de-Duras
- Saint-Martin-Petit
- Saint-Pierre-sur-Dropt
- Saint-Sernin
- Sainte-Colombe-de-Duras
- La Sauvetat-du-Dropt
- Savignac-de-Duras
- Seyches
- Soumensac
- Villeneuve-de-Duras